# Be Honest
Be Honest è un singolo della cantante britannica Jorja Smith, pubblicato il 16 agosto 2019 su etichetta FAMM Records.

## Descrizione
Il brano, che vede la partecipazione vocale del cantante nigeriano Burna Boy, contiene un sample di Rastar di Yung Tory.

## Video musicale
Il videoclip ufficiale del brano è stato caricato attraverso il canale YouTube della cantante in concomitanza con l'uscita del singolo.

## Tracce
Testi e musiche di Jorja Smith, Miraa May e Damini Ogulu.
1. Be Honest (feat. Burna Boy) – 3:27

## Successo commerciale
Be Honest ha raggiunto l'8ª posizione della Official Singles Chart britannica nella pubblicazione del 24 ottobre 2019 grazie a 26 260 unità di vendita, diventando la prima top ten di Jorja Smith e la seconda di Burna Boy nel Regno Unito.

## Classifiche

### Classifiche settimanali
| Classifica (2019) | Posizione massima |
| ----------------- | ----------------- |
| Australia         | 77                |
| Belgio (Fiandre)  | 53                |
| Belgio (Vallonia) | 5                 |
| Francia           | 28                |
| Grecia            | 75                |
| Irlanda           | 20                |
| Lituania          | 46                |
| Regno Unito       | 8                 |
| Svizzera          | 51                |

### Classifiche di fine anno
| Classifica (2020) | Posizione |
| ----------------- | --------- |
| Belgio (Vallonia) | 38        |
| Francia           | 155       |